# Флер Меллор
Флер Норті Меллор (англ. Fleur Northey Mellor; нар. 13 липня 1936) — австралійська легкоатлетка, яка спеціалізувалася в бігу на короткі дистанції.

## Із життєпису
Олімпійська чемпіонка в естафеті 4×100 метрів (1956).
Ексрекордсменка світу в естафетах 4×100 метрів та 4×110 ярдів.
По закінченні спортивної кар'єри (1958) працювала юридичною стенографісткою.

## Основні міжнародні виступи
| Рік  | Змагання         | Місто    | Місце | Дисципліна | Примітки         |
| ---- | ---------------- | -------- | ----- | ---------- | ---------------- |
| 1956 | Олімпійські ігри | Мельбурн | 1     | 4×100 м    | Відео на YouTube |